# تشيب بانكس
تشيب بانكس (بالإنجليزية: Chip Banks)‏ هو لاعب كرة قدم أمريكية أمريكي، ولد في 18 سبتمبر 1959 في لوتون في الولايات المتحدة.

## وصلات خارجية
- تشيب بانكس على موقع مرجع كرة القدم المحترفة.كوم (الإنجليزية)